# 星途
星途（英語：Exeed）是奇瑞汽车于2017年9月推出的高端品牌。

## 历史
2017年9月14日，奇瑞汽车在法兰克福车展上展出星途品牌的首款概念车TX，为一款中型SUV，惟悬挂的是奇瑞车标。星途是继瑞麒和观致之后，奇瑞在高端市场的第三次尝试。此前推出的两个豪华品牌因经营不佳而淡出市场。星途的“星”取意于星空，而“途”取意于征途，寓意始终渴望探索的未知领域并不断超越。首款悬挂星途车标的概念车是星途LX，于2018年4月29日在北京车展上亮相。
2019年3月，星途发布首款量产车型TX/TXL，为一款中型SUV。次月上海车展上，星途推出第三款概念车E-IUV。10月，第二款量产车星途LX发布。11月22日，星途VX概念车在广州车展上亮相，也预告了该品牌的旗舰SUV即将发布。量产版车型于2020年1月发布。
2020年2月，美国汽车销售公司HAAH宣布星途TXL和VX将以Vantas TXL和VX的名称在美国销售，预计2021年上市。2021年4月，Vantas品牌发布日期推迟至2022年，并宣布首批车型将从中国出口到美国。2021年7月下旬，HAAH申请破产，Vantas和该公司另一个入门级品牌T-GO（原计划销售的第二代奇瑞瑞虎7）的计划被放弃。
2021年4月的上海车展上，星途发布了该品牌的第五款概念车“瑶光”，系一款电动中型SUV。
2023年11月，星途推出基于E0X舒适高性能电动平台，并推出专注于纯电动的子品牌“星途星纪元”。首先推出星纪元ES车型，后续还将推出星纪元ET等15款车型。

## 车型

### 现存车型
- 星途LX（英语：Exeed LX）/星途追风（2019年至今），紧凑型SUV
- 星途TX（英语：Exeed TX）（2019年至今），中型SUV
  - 星途TXL/星途凌云（2019年至今），TX的加长版
- 星途揽月（英语：Exeed VX）/VX（2020年至今），全尺寸SUV
- 星途瑶光（英语：Exeed Yaoguang）/RX（2023年至今），中型SUV
- 星途星纪元ES（英语：Exeed Sterra ES）（2024年至今），纯电动全尺寸轿车
- 星途星纪元ET（2024年至今），中型SUV，有纯电动和增程两个版本[15]

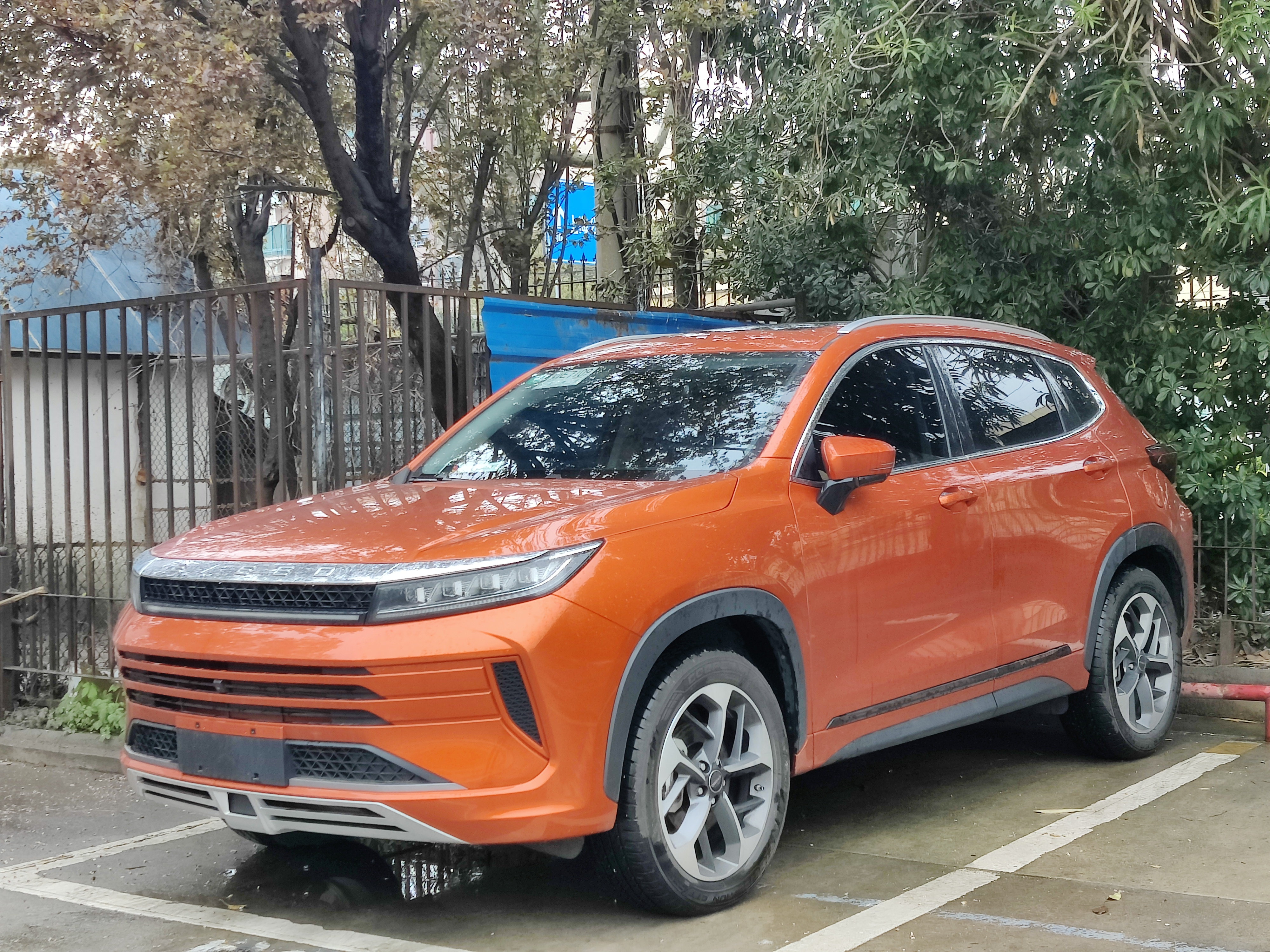
星途LX
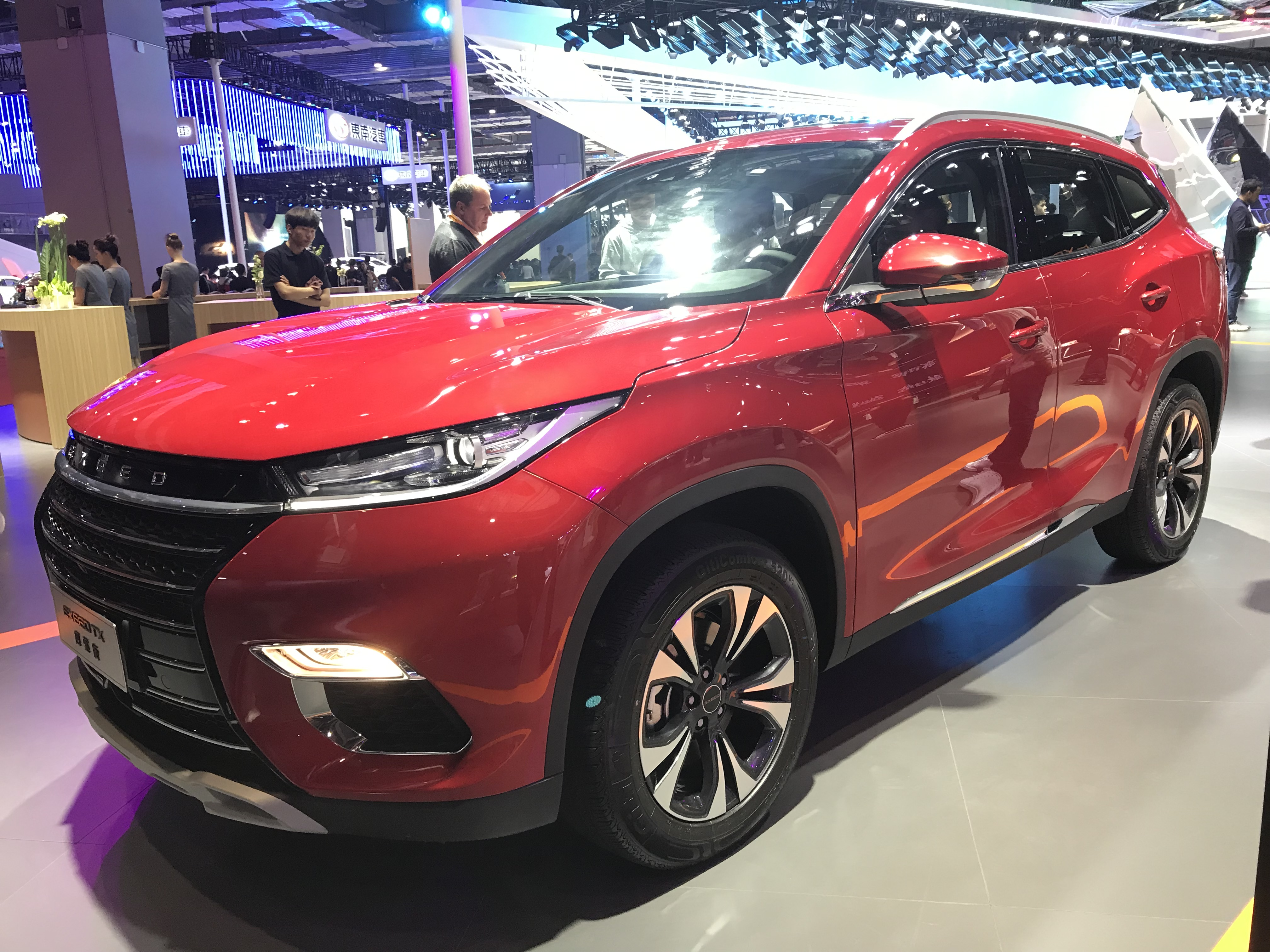
星途TX
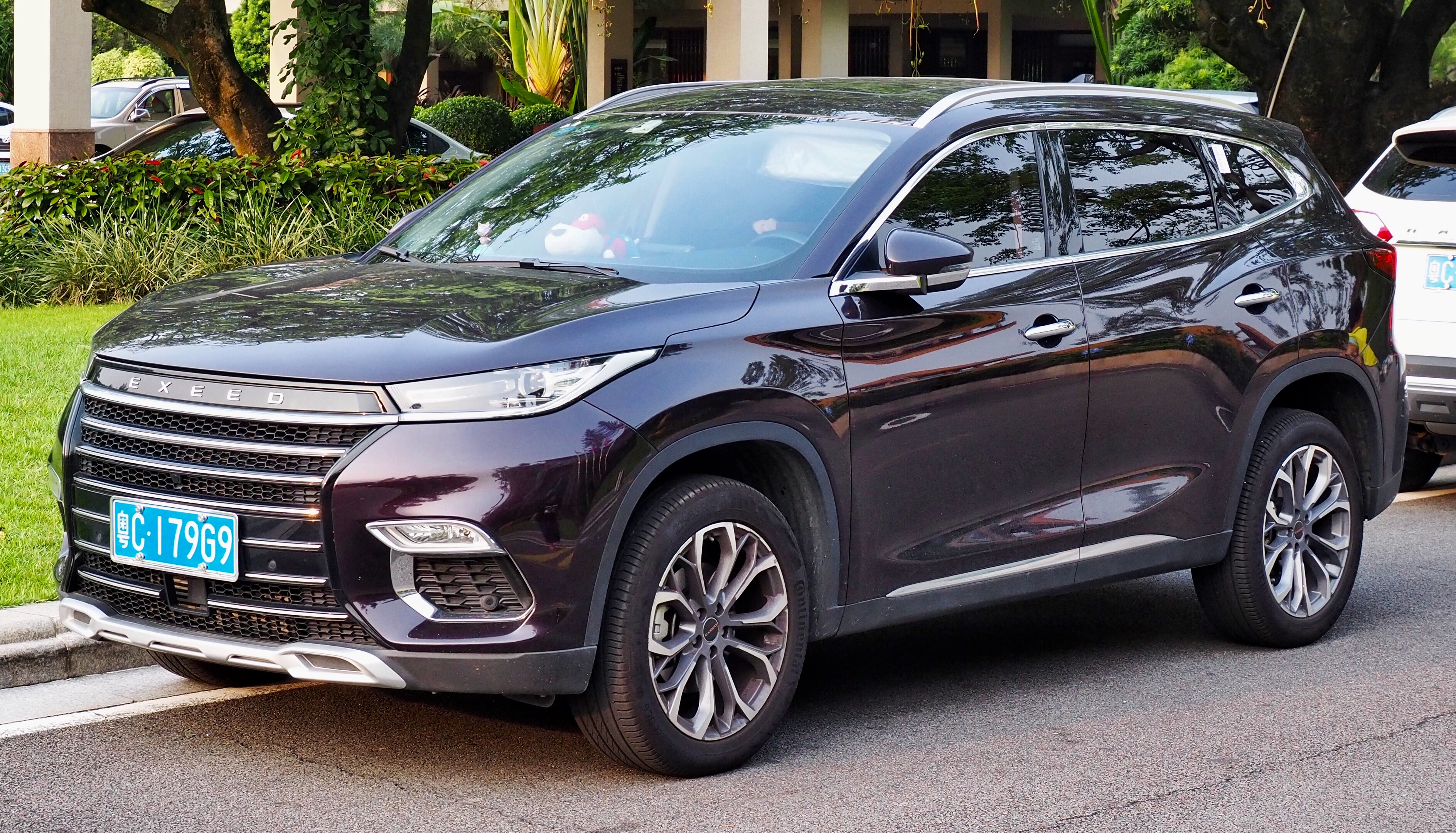
星途TXL
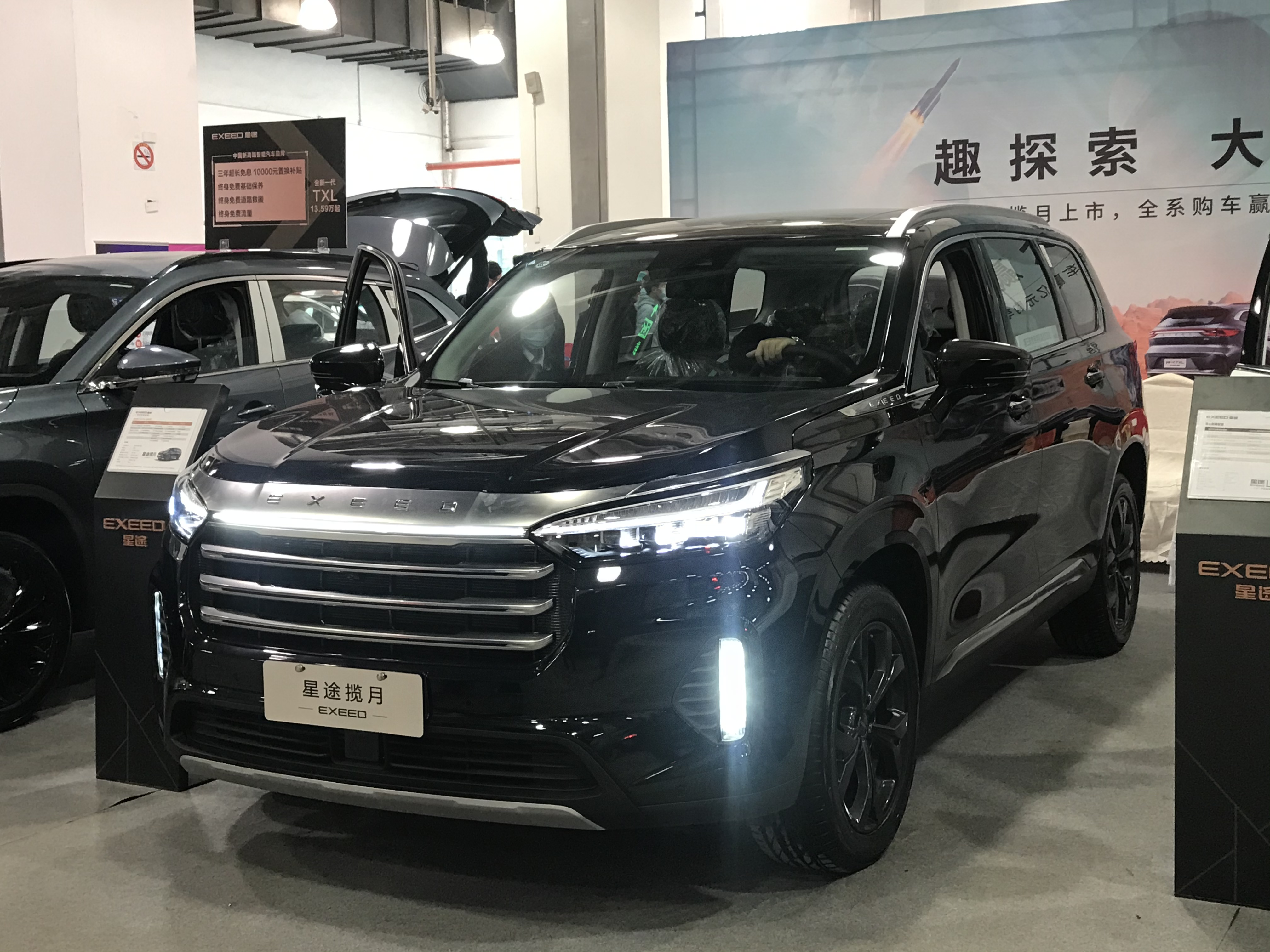
星途揽月
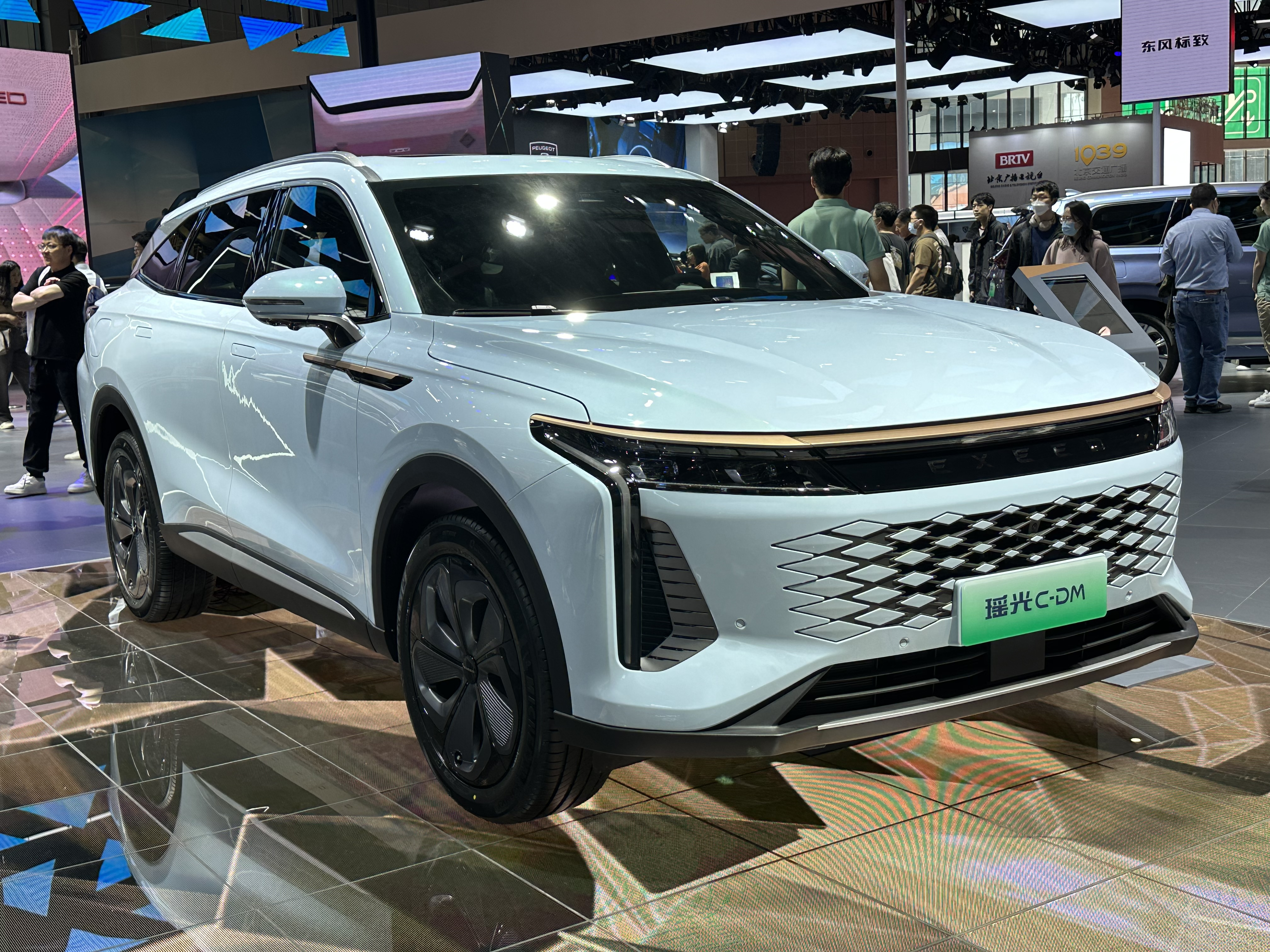
星途瑶光
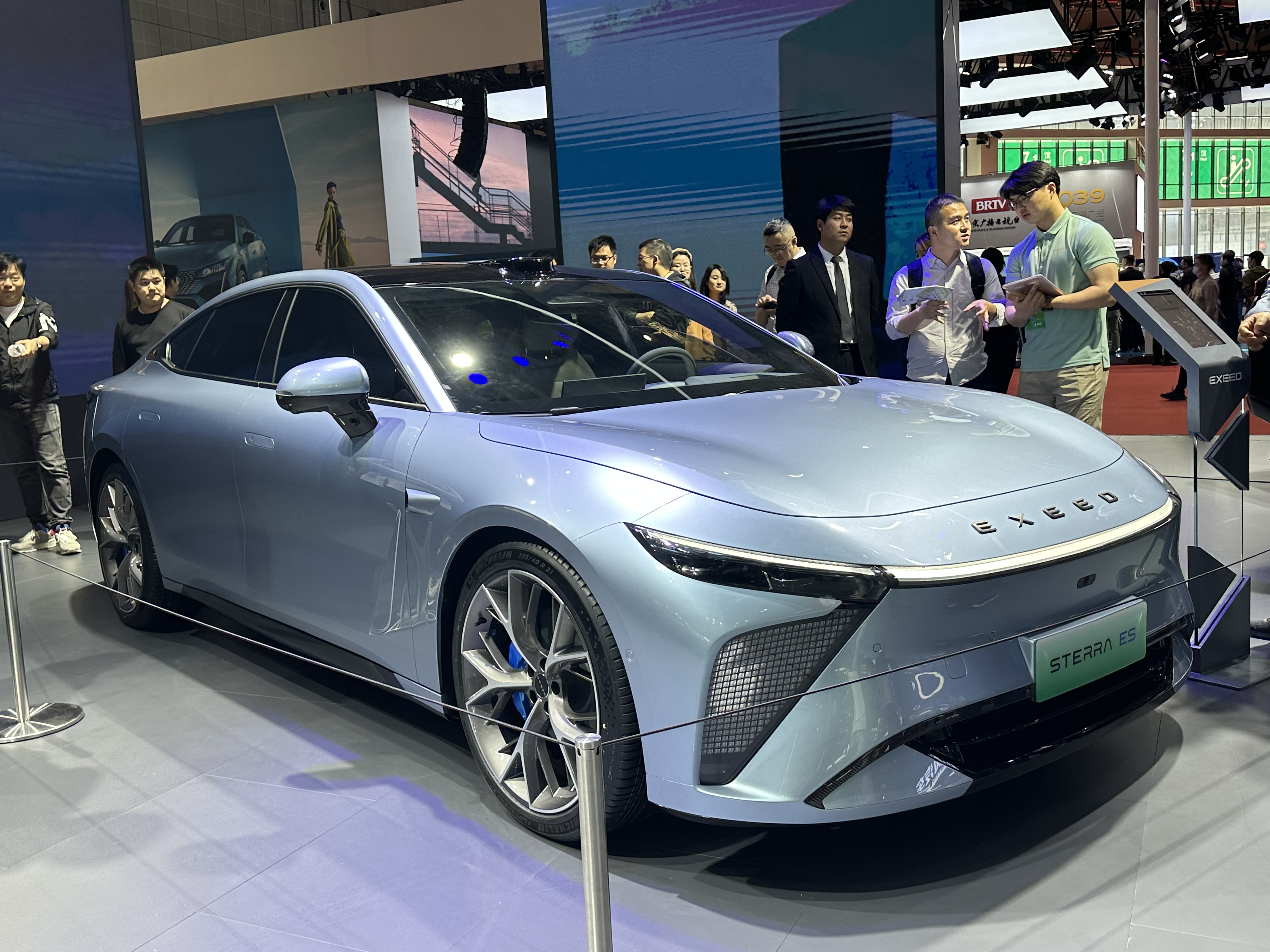
星途星纪元ES
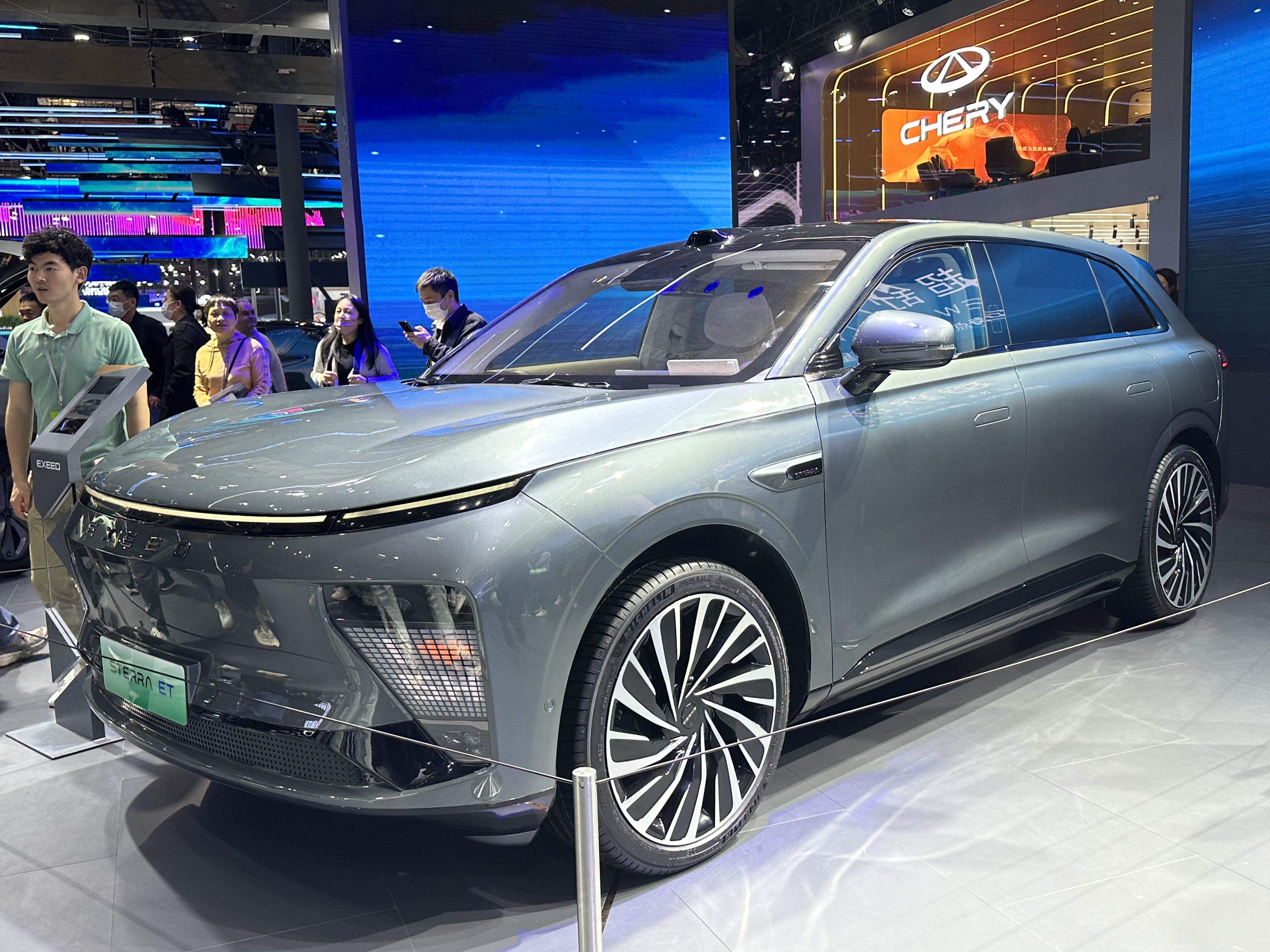
星途星纪元ET